# Mort a l'hivern
Mort a l'hivern (títol original: Dead of Winter) és una pel·lícula estatunidenca dirigida per Arthur Penn, estrenada el 1987. Està doblada al català.

## Argument
La nit de cap a l'any, una dona que espera al seu cotxe, una bossa plena de bitllets de banc, és escanyada per un assassí. Aquest li talla un dit.
Katie McGovern, una actriu a l'atur que comparteix el seu pis amb el seu company Rob i el seu germà estudiant Roland, va a passar una audició. M. Murray, que ha d'escollir una actriu, sembla encantat de proposar-li rodar una prova per a un actor per convèncer el realitzador. La porta a la casa aïllada del productor, un vell en cadira de rodes, el doctor Lewis, perquè hi rodi una escena. Aquest li explica que reemplaça una actriu que ha tingut una depressió, Julie Rose, i a qui s'assembla fil per randa. M. Murray li talla i li tenyeix els cabells perquè la semblança sigui total.
Després d'haver rodat l'escena, que sembla treta d'un thriller, Katie McGovern descobreix fotos de Julie Rose morta. Lewis li reconeix que s'ha suïcidat. Però llavors, Katie veu que s'ha posat a cremar els seus papers d'identitat. Descobreix també que si el telèfon no funciona, no és a causa de la tempesta de neu, sinó perquè han tallat els fills. Intenta llavors escapar-se.

## Producció
Malgrat els crèdits, Arthur Penn no era el director original de la pel·lícula. El coguionista Marc Shmuger—un company de classe i amic del fill de Penn Matthew—va començar a dirigir però aviat va tenir problemes. El productor John Bloomgarden va ocupar el lloc de forma interina. L'executiu d'estudi Alan Ladd, Jr. va demanar Penn—que havia portat el projecte a l'estudi—per dirigir. Penn reticentment va acceptar.
La pel·lícula va ser rodada a Ontario, Canadà.

## Repartiment
- Mary Steenburgen
- Roddy McDowall
- Jan Rubes
- William Russ
- Ken Pogue